# Gazdy (potok)
Gazdy, Potok Gazdy – potok, prawy dopływ Kowańca o długości 3,51 km i powierzchni zlewni 4,5 km².
Cieki źródłowe potoku znajdują się na południowych stokach grzbietu łączącego Bukowinę Miejską z Bukowiną Obidowską w Gorcach. Najwyżej położone źródło znajduje się na wysokości około 1020 m. Spływa przez porośnięte lasem stoki Gorców, a następnie wypływa na zabudowane obszary należącego do Nowego Targu osiedla Gazdy, gdzie na wysokości około 640 m n.p.m. uchodzi do Kowańca.
Cała zlewnia potoku Gazdy znajduje się w granicach miasta Nowy Targ.